# Drie stukken voor piano
Drie stukken voor piano is een compositie van Frank Bridge. De drie stukjes, die Bridge hieronder uitgaf, dateren echter niet allemaal uit hetzelfde jaar.
1. Columbine is een wals in 3/8-maat in een langzaam tempo "poco lento" en dateert van 1912.
2. Minuet stamt uit 1901
3. Romance in tempo andante molto moderato stamt uit 1912

## Discografie
- Uitgave Naxos: Ashley Wass uit 2005
- Uitgave SOMM: Mark Bebbington 2011
- Uitgave Continuum: Peter Jacobs